# 加藤有次
加藤 有次（かとう ゆうじ、1932年8月1日 - 2003年11月11日）は、日本の博物館学者、うどん研究家。國學院大學名誉教授。
東京出身。國學院大學文学部卒。國學院大學助教授、教授、95年「博物館学及び博物館の歴史的研究」で國學院大博士 （歴史学）。2002年定年、名誉教授。川崎市市民ミュージアム館長。
うどんに造詣が深くうどん博士として知られた。

## 著書
- 『博物館学序論』雄山閣出版 1977
- 『男のうどん学』徳間書店 1988
- 『博物館学総論』雄山閣出版 1996
- 『わが家はうどん主義!』リヨン社 2003

### 共編著・監修
- 『父と子の博物館』樋口秀雄共監修　企画編集: 蟠竜社　富士書店、1976
- 『博物館学講座 第3巻 日本の博物館の現状と課題』編集 雄山閣出版 1980
- 『こんなに役立つ博物館』樋口清之共著 かんき出版 1981
- 『博物館学講座 第10巻 参考資料集』新井重三共編集 雄山閣出版 1981
- 『東京おもしろ博物館』編著 新潮文庫 1987
- 『博物館ハンドブック』椎名仙卓共編 雄山閣出版 1990
- 『そば・うどんの打ち方 麺打ち指南講座』小高登志共著 日本創芸教育 1994
- 『博物館学講座』全12巻 新版　鷹野光行,西源二郎,山田英徳,米田耕司共編 雄山閣出版 1999-2001

## 論文
- 加藤有次